# Isola del Garda
Die Isola del Garda (deutsch Gardainsel) oder Isola di Garda ist die größte Insel im Gardasee.

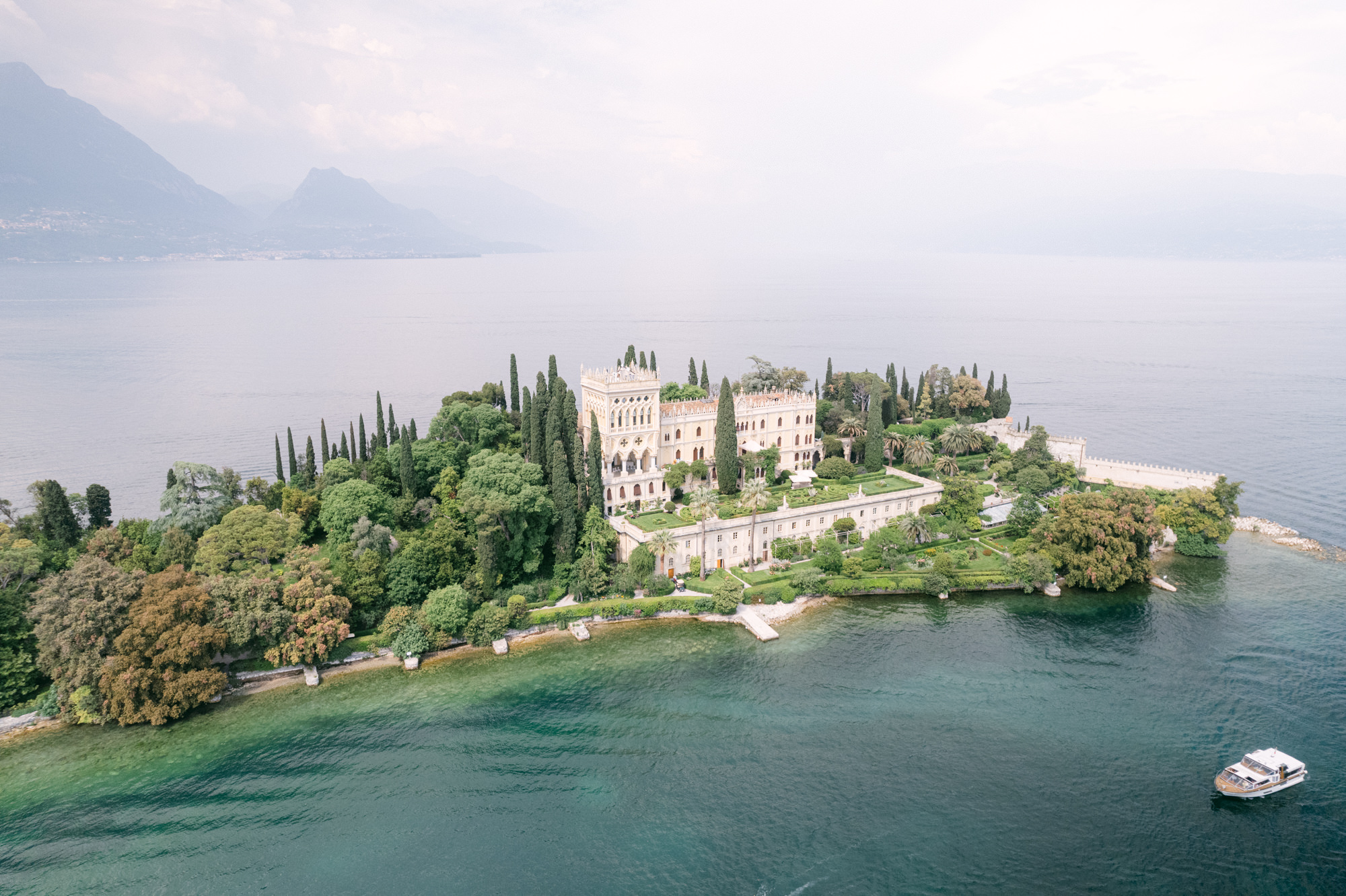
Die Isola del Garda von oben.

## Geographie
Die Insel liegt wenige hundert Meter vor dem Cap San Fermo, das den Golf von San Felice del Benaco abschließt, zwischen Salò und San Felice del Benaco.
Sie erreicht eine Höhe von 88 Metern. Das sind 23 Meter über dem Seespiegel. Nach der Volkszählung von 2001 hatte die Insel 10 Einwohner.

## Geschichte
Für die Römer war die Insel ein locus deliciarum (lat. Ort der Vergnügungen), mit Landhäusern und Tempeln, wie man aus Inschriften und Resten ersehen kann.
Im 8. Jahrhundert war sie im Besitz der Grafschaft von Garda, woher sie ihren Namen hat. 879 kam sie mit Carlomanno an das Kloster San Zenon von Verona. Franz von Assisi erwarb einen Teil der Insel und gründete 1221 eine Einsiedelei. Die Insel wurde nun „Insel der Mönche“ genannt. Diese Mönche brachten einige Pflanzenkulturen an den See, unter anderem die Zitronen.
1442 weilte hier Bernhardin von Siena, der die Einsiedelei in ein Kloster umwandelte. Durch Francesco Lechi, Licheto genannt, wurde das Kloster im 16. Jahrhundert als Studienzentrum für theologische Studien bekannt. 1798 wurde das Kloster aufgehoben und 1817 vom patriotischen Grafen Luigi Lechi in eine Villa umgebaut. 1860 kam die Insel an die italienische Regierung, die sie wiederum an den Baron Scotti verkaufte. Nach diversen Besitzerwechseln kam sie schließlich an das Haus Borghese. Prinz Scipio baute die frühere Villa in einen Palast im venezianischen Stil um (1894–1901), den man heute noch erkennen kann. Architekt war Luigi Rovelli.
Heute ist die Insel im Besitz der Familie der Grafen Cavazza, die dort auch ihren Wohnsitz hat. Von April bis Oktober werden auf der Insel Führungen, auch in Verbindung mit Konzerten, veranstaltet.